# Prix du livre incorrect
Le prix du livre incorrect, créé fin 2006 par Jean Sévillia et André Bonet est un prix littéraire français qui récompense un ouvrage se signalant par sa liberté de ton, son indépendance d'esprit et sa singularité. Il peut également récompenser un auteur pour l'ensemble de son œuvre.

## Histoire
Cofondateur du prix, Jean Sévillia préside le jury jusqu'en janvier 2009, date à laquelle lui succède Pierre Cornette de Saint-Cyr. Le prix, créé en 2006, récompense un ouvrage se signalant par sa liberté de ton, son indépendance d'esprit et sa singularité,, et peut aussi récompenser un auteur pour l'ensemble de son œuvre.
Il compte aujourd'hui[Quand ?] parmi ses membres Éric de Montgolfier, Marianne Payot, Christine Clerc, Juan Asensio, André Bonet, Jean-Jacques Bedu, Henry Bonnier, François Jonquères, Marina Cousté, Alain Radondy, F.G Belledent, François-Xavier Lucas[réf. nécessaire].

## Dotation
« La liberté d’esprit étant par définition inestimable, le prix n'est pas doté. »

## Lauréats
- 2007 : Éric de Montgolfier pour Le Devoir de déplaire (Michel Lafon)[3]
- 2008 : Jean Clair pour Malaise dans les musées (Flammarion)[4]
- 2009 : Patrick Rambaud pour Deuxième chronique du règne de Nicolas Ier (Grasset)
- 2010 : Éric Zemmour pour Mélancolie française (Fayard)[5]
- 2011 : Christian Millau pour Journal impoli (Le Rocher)[6],[7],[8],[9]
- 2012 :
  - Pascal Bruckner pour Le Fanatisme de l'apocalypse. Sauver la Terre, punir l'Homme (Grasset-Fasquelle)
  - Christopher Caldwell pour Une révolution sous nos yeux : comment l'islam va transformer la France et l'Europe (Toucan)
- 2013 : Éric Naulleau pour Pourquoi tant d’E.N. ? (Jean-Claude Gawsewitch)
- 2014 : Lorànt Deutsch pour Hexagone (Michel Lafon)
- 2015 :
  - Gabriel Matzneff pour Mais la musique soudain s'est tue : Journal 2009-2013 (Gallimard)
  - Natacha Polony pour Ce pays qu’on abat. Chroniques 2009-2014 (Plon)
- 2016 : Marc Endeweld pour Enquête sur un ministre qui dérange, L'ambigu Monsieur Macron (Flammarion)[10]
- 2017 : Camille Pascal pour Ainsi Dieu choisit la France (Presses de la Renaissance)[11]
- 2018 : 
  - Frédéric Gros pour Désobéir (Albin-Michel/Flammarion)
  - Maurizio Serra pour D'Annunzio le magnifique (Grasset)
- 2019 : Rémi Soulié pour Racination (Pierre-Guillaume de Roux)
- 2020 - 2022 : non décerné
- 2023 : Philippe Pichon pour Pourquoi la littérature [du vagin] respire mal (le Verbe haut)